# Sousa Caldas

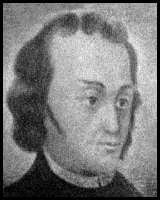
Sousa Caldas

António Pereira de Sousa Caldas (* 24. November 1762 in Rio de Janeiro; † 2. März 1814 ebenda) war ein portugiesischer Dichter und Autor.
Bereits als Achtjähriger wurde der kränkliche, aber begabte Junge von seinen Eltern zu einem Onkel nach Lissabon zur Ausbildung geschickt. Mit 16 Jahren begann er ein Studium der Mathematik auf der Universität Coimbra. Er entwickelte ein Interesse an französischer Philosophie. 1781 wurde er wegen seiner Anschauungen durch die Inquisition verurteilt. Als „Häretiker, Naturalist, Deist, blasphemisch“ und wegen anderer Auffassungen, die im Zusammenhang mit seiner Sympathie für die französische Philosophie standen, steckte man ihn für sechs Monate in den Lissabonner Konvent von Rilhafoles. Als eine Art Erziehungsmaßnahme musste er den Katechismus studieren. 1784 schrieb er die durch Jean-Jacques Rousseau angeregte Ode Ao homem selvagem und blieb theologisch unorthodox.
Nach einer Reise nach Europa 1789 wandelte er sich zu einem rechtgläubigen Katholiken und wurde 1790 zum Priester geweiht. Er gab seine früheren Ideen jedoch nicht vollständig auf und versuchte in seinen Schriften den wahren katholischen Glauben mit den Gedanken über politische Freiheiten der französischen Philosophie zu versöhnen.
1801 kehrte er nach Rio de Janeiro zurück und ließ sich dort endgültig 1808 nieder. Seine Werke erschienen zumeist posthum, so z. B. die von Francisco de Borja Garção Stockler 1836 herausgegebenen Obras poéticas.

## Ehrung
- Posthum wurde Sousa Caldas Namensgeber für den Sitz 34 (Cadeira) der 1897 nach dem Vorbild der Académie Française gegründeten Academia Brasileira de Letras, der brasilianischen Akademie der Literatur. Er gehört somit zu den sogenannten „Unsterblichen“ (imortais) der Akademie. Erster Stuhlinhaber war das Gründungsmitglied João Manuel Pereira da Silva von 1897 bis 1898.